# 1946 dans le catholicisme
Chronologie du catholicisme
- 1942
- 1943
- 1944
- 1945
- 1946
- 1947
- 1948
- 1949
- 1950

Cet article présente les faits marquants de l'année 1946 dans le catholicisme.

## Évènements
- 16 janvier : saint Antoine de Padoue est proclamé Docteur de l'Église par le pape Pie XII.
- 18 février : création de 32 cardinaux par Pie XII.
- 7 juillet : canonisation de Françoise-Xavière Cabrini.
- 20 octobre : béatification de Marie-Thérèse de Soubiran.
- 1er novembre : ordination sacerdotale de Karol Wojtyła, futur pape Jean-Paul II.
- 24 novembre : béatification de 29 des 120 martyrs de Chine.

## Naissances
- 1er janvier : John Njue, cardinal kényan, archevêque de Nairobi
- 5 janvier : Mario Zenari, cardinal italien, diplomate du Saint-Siège, précédemment archevêque titulaire d'Iulium Carnicum (de)
- 10 janvier : Joseph Maria Punt, prélat néerlandais, évêque d'Haarlem-Amsterdam, précédemment évêque titulaire de Nasai (de)
- 14 janvier : José Lai Hung-Seng, prélat chinois, évêque de Macao
- 25 janvier : Pawlu Cremona, prélat dominicain maltais, archevêque de Malte († 18 mars 2025)
- 26 janvier : Asztrik Várszegi, moine bénédictin hongrois, archi-abbé de Pannonhalma
- 30 janvier : Christophe Pierre, cardinal français, diplomate du Saint-Siège, précédemment archevêque titulaire de Gunela (de)
- 6 février : Louis Nzala Kianza, prélat congolais, évêque de Popokabaka († 26 novembre 2020)
- 13 février : György Jakubinyi, prélat roumain, archevêque d'Alba Iulia
- 22 février : Éric Aumonier, prélat français, évêque de Versailles
- 24 février : Jean-Yves Riocreux, prélat français, évêque de Basse-Terre et Pointe-à-Pitre
- 26 février : Robert Le Gall, prélat bénédictin français, archevêque de Toulouse
- 4 mars : Richard John Grecco, prélat canadien, évêque de Charlottetown
- 15 mars : Cesare Bonizzi, moine capucin et chanteur italien de métal († 19 novembre 2024)
- 18 mars : Dieudonné Watio, prélat camerounais, évêque de Bafoussam
- 11 avril : Jean-Marie Benjamin, prêtre, compositeur, écrivain et réalisateur français, opposant à la guerre en Irak
- 15 avril : Fernando Filoni, cardinal italien de la Curie, précédemment diplomate du Saint-Siège et archevêque titulaire de Volturnum (de)
- 21 avril : Joan Josep Omella, cardinal espagnol, archevêque de Barcelone
- 30 avril : Luigi Pezzuto, prélat italien, diplomate du Saint-Siège et archevêque titulaire de Turris-en-Proconsulaire (de)
- 6 mai : André Marceau, prélat français, évêque de Nice
- 9 mai : George Stack, prélat britannique, archevêque de Cardiff
- 15 mai : Thaddée Nguyễn văn Lý, prêtre vietnamien, militant pour la démocratie
- 19 mai : Anselmo Guido Pecorari, prélat italien, diplomate du Saint-Siège et archevêque titulaire de Populonia (de)
- 22 mai : Francesco Montenegro, cardinal italien, archevêque d'Agrigente
- 25 mai : Washington Cruz, prélat brésilien, archevêque de Goiânia
- 30 mai : Michael August Blume, prélat américain, diplomate du Saint-Siège et archevêque titulaire d'Alexanum (de)
- 3 juin : Simon Ntamwana, prélat burundais, archevêque de Gitega
- 5 juin : Robert Wattebled, prélat français, évêque de Nîmes
- 11 juin : Roland Leclerc, prêtre et animateur de télévision canadien († 19 novembre 2003)
- 16 juin : Bienheureux Benedict Daswa, enseignant et martyr sud-africain († 2 février 1990)
- 18 juin : 
  - Victor Abagna Mossa, prélat congolais, premier archevêque d'Owando
  - Bruno Grua, prélat français, évêque de Saint-Flour
- 19 juin : Julien Mawule Kouto, prélat togolais, évêque d'Atakpamé († 4 juin 2015)
- 20 juin : Youssef Absi, prélat syrien, primat de l'Église grecque-catholique melkite (« Patriarche d'Antioche et de tout l'Orient, d'Alexandrie et de Jérusalem des Melkites ») et archevêque titulaire de Tarse des Grecs-melchites (de)
- 26 juin : Anthony Jean Valentin Obinna, prélat nigérian, premier archevêque d'Owerri
- 18 juillet : Michael Czerny, cardinal canadien de la Curie, précédemment archevêque titulaire de Beneventum (de)
- 11 août : Henryk Józef Nowacki, prélat polonais, diplomate du Saint-Siège et archevêque titulaire de Blera (de)
- 13 août : Augustine Kasujja, prélat ougandais, diplomate du Saint-Siège et archevêque titulaire de Césarée-en-Numidie (de)
- 27 août : Marc Stenger, prélat français, évêque de Troyes
- 29 août : 
  - Louis Dicaire, prélat canadien, évêque auxiliaire de Saint-Jean–Longueuil et évêque titulaire de Thizica (de) († 19 juillet 2020)
  - Giacomo Guido Ottonello, prélat italien, diplomate du Saint-Siège et archevêque titulaire de Sasabe (de)
- 7 octobre : Juan José Tamayo, théologien espagnol, proche de la théologie de la libération
- 18 octobre : Aldo Cavalli, prélat italien, diplomate du Saint-Siège et archevêque titulaire de Vibo (de)
- 19 octobre : Franz Schmidberger, prêtre traditionaliste allemand, supérieur général de la FSSPX
- 22 octobre : Francesco Follo, prélat italien, diplomate du Saint-Siège
- 30 octobre : Bernhard Hasslberger, prélat allemand, évêque auxiliaire de Munich et évêque titulaire d'Octaba (de)
- 2 novembre : Louis Sankalé, prélat français, évêque de Nice
- 17 novembre : Vincenzo Bertolone, prélat italien, archevêque de Catanzaro-Squillace
- 18 novembre : Anatole Milandou, prélat congolais, archevêque de Brazzaville
- 23 novembre : 
  - Joseph Miot, prélat haïtien, archevêque de Port-au-Prince († 12 janvier 2010)
  - Bernd Uhl, prélat allemand, évêque auxiliaire de Fribourg-en-Brisgau et évêque titulaire de Malliana († 22 janvier 2023)
- 24 novembre : Raphaël Bedros XXI Minassian, Patriarche de Cilicie des Arméniens
- 25 novembre : Luigi Gatti, prélat italien, diplomate du Saint-Siège et archevêque titulaire de Santa Giusta (de)
- 27 novembre : Roland Minnerath, prélat français, archevêque de Dijon
- Date précise inconnue : François-Xavier de Guibert, prêtre et éditeur français

## Décès
- 2 janvier : Fabian Abrantovitch, prêtre marianiste biélorusse mort en prison, serviteur de Dieu (° 14 septembre 1884)
- 7 janvier : Charles Ginisty, prélat français, évêque de Verdun (° 8 mai 1864)
- 29 janvier : Bienheureuse Bolesława Lament, religieuse polonaise, fondatrice des Sœurs missionnaires de la Sainte-Famille (° 3 juillet 1862)
- 31 janvier : Pietro Boetto, cardinal italien, archevêque de Gênes, Juste parmi les nations(° 19 mai 1871)
- 24 février : Hilaire de Barenton, moine capucin et historien français des langues du Moyen-Orient (° 28 février 1864)
- 3 mars : Émile Hoffet, prêtre et paléographe français (° 11 mai 1873)
- 4 mars : Bienheureux Giovanni Fausti, prêtre jésuite, missionnaire en Albanie et martyr italien du communisme (° 19 octobre 1899)
- 9 mars : John Joseph Glennon, cardinal irlando-américain, archevêque de Saint-Louis (° 14 juin 1862)
- 12 mars : François Xavier Trương Bửu Diệp, prêtre vietnamien, martyr (° 1er janvier 1897)
- 14 mars : Auguste Grumel, prélat français, évêque de Maurienne (° 18 février 1863)
- 16 mars : Maurice Chaume, prêtre et historien français (° 1er avril 1888)
- 22 mars : Bienheureux Clemens August von Galen, cardinal allemand, évêque de Münster, opposant au nazisme (° 16 mars 1878)
- 1er avril : Cesare Orsenigo, prélat italien, diplomate du Saint-Siège et archevêque titulaire de Ptomélaïs-en-Libye (de) (° 13 décembre 1873)
- 20 avril : 
  - Ernesto Buonaiuti, prêtre, historien, philosophe et théologien italien (° 25 juin 1881)
  - Georges Choquet, prélat français, évêque de Tarbes et Lourdes (° 3 novembre 1878)
- 29 avril : Théodule Bondroit, prêtre et amateur d'art belge (° 6 mars 1872)
- 7 mai : Henri Vielle, prélat et missionnaire français, vicaire apostolique de Rabat et évêque titulaire de Thebae Phthiotides (de) (° 15 juin 1866)
- 8 mai : Adolphe Duparc, prélat français, évêque de Quimper et Léon (° 5 février 1857)
- 18 mai : Jean-Marie Blois, prélat et missionnaire français, archevêque de Shenyang (° 18 septembre 1881)
- 20 mai : Enrico Gasparri, cardinal italien de la Curie, précédemment diplomate du Saint-Siège et archevêque titulaire de Sébaste (de) (° 25 juillet 1871)
- 2 juin : Ernest Mennechet, prélat français, évêque de Soissons (° 9 juin 1877)
- 10 juin : Bienheureux Eustache Kugler, religieux allemand (° 15 janvier 1867)
- 14 juin : Francesco Chiesa, prêtre, théologien et vénérable italien (° 2 avril 1874)
- 15 juin : João Batista Becker, prélat brésilien, archevêque de Porto Alegre (° 24 février 1870)
- 5 juillet : James Vincent Murphy, prêtre ayant quitté les ordres, traducteur, écrivain et journaliste irlandais (° 7 juillet 1880)
- 18 juillet : Bienheureux Alfons Tracki, prêtre albanais, martyr du communisme (° 2 décembre 1896)
- 1er août : Eugène Prévost, prêtre canadien, fondateur de la congrégation de la Fraternité Sacerdotale et des Oblates de Béthanie (° 24 août 1860)
- 10 septembre : Robert Jacquinot de Besange, prêtre jésuite, enseignant et missionnaire français en Chine (° 15 mars 1878)
- 22 septembre : Johannes Mikael Buckx, prélat néerlandais et finlandais, vicaire apostolique de Finlande et évêque titulaire de Doliché (de) (° 6 août 1881)
- 26 septembre : François Lemasle, prélat et missionnaire français, vicaire apostolique de Hué et évêque titulaire de Teuchira (de) (° 19 décembre 1874)
- 5 octobre : Bienheureux Alberto Marvelli, ingénieur, homme politique et militant catholique italien (° 21 mars 1918)
- 8 octobre : Agustín Parrado García, cardinal espagnol, archevêque de Grenade (° 5 octobre 1872)
- 17 octobre : Pie Eugène Joseph Neveu, prélat français, administrateur apostolique de Moscou, évêque clandestin (° 23 février 1877)
- 12 novembre : Camillo Caccia Dominioni, cardinal italien de la Curie (° 7 février 1877)